# Perdita subvestita
Perdita subvestita är en biart som beskrevs av Timberlake 1968. Perdita subvestita ingår i släktet Perdita och familjen grävbin. Inga underarter finns listade i Catalogue of Life.